# 고양이 이야기
《고양이 이야기》(猫物語 네코모노가타리[*])는 일본의 소설가 니시오 이신의 소설이다. 고양이 이야기 (흑), 고양이 이야기 (백)의 두 권으로 구성되어 있으며, 《이야기 시리즈》 제4탄으로 고단샤에서 발매되었다. 일러스트는 VOFAN이 담당하고있다. 2012년 12월 31일에 TOKYO MX, BS11, 니코니코 생방송에서 "고양이 이야기 (흑)"의 TV 애니메이션이 방송되었다. "고양이 이야기 (백)"는 2013년에 이야기 시리즈의 세컨드 시즌 내용을 2쿨의 애니로 애니화가 예정되어있다. 전작(前作) 괴물 이야기의 후속작으로 시간적으로는 상처 이야기의 이야기가 끝나고 괴물 이야기가 시작되기 전의 골든 위크에 벌어진 사건의 이야기이다.

## 애니메이션
괴물 이야기의 OVA격으로 2012년 12월 31일 오후 10시부터 자정까지 4화 연속으로 Tokyo MX, BS11, 니코니코동화 생중계의 3개 매체에서 동시방영되었다.

### 제작진
- 총감독: 신보 아키유키
- 감독(시리즈 디렉터): 이타무라 토모유키 (샤프트 작품 그림 콘티, 연출 담당)
- 시리즈 구성: 토우 후야시, 신보 아키유키
- 캐릭터 디자인: 와타나베 아키오
- 음악: 코우사키 사토루

### 주제가

#### 흑
여는 곡 〈perfect slumbers〉(완벽한 잠)
작사: meg rock
작곡·편곡: 코우사키 사토루
노래: 하네카와 츠바사 (호리에 유이)
닫는 곡 〈消えるdaydream〉(사라지는 백일몽)
작사: 코다마 사오리
작곡·편곡: 코우사키 사토루
노래: 카와노 마리나 (河野マリナ)

#### 백
여는 곡 〈chocolate insomnia〉
작사: meg rock
작곡·편곡: 코우사키 사토루
노래: 하네카와 츠바사 (호리에 유이)
닫는 곡 〈アイヲウタエ〉
작사, 작곡: 진
노래: 하루나 루나